# Eric Duchesne
Eric Duchesne (Mechelen, 4 april 1954) is een Belgisch advocaat en politicus voor de lokale partij Bonheiden-Rijmenam (BR) en vervolgens de N-VA. Hij was burgemeester van Bonheiden.

## Biografie
In november 1997 volgde Duchesne partijgenoot Jacques Morrens op als burgemeester van Bonheiden, een mandaat dat hij uitoefende tot 2012. Bij de lokale verkiezingen van 2006 behaalde hij 1119 voorkeurstemmen, bij de lokale stembusgang van 2012 behaalde hij er 988. Hij slaagde er niet in om een nieuwe meerderheid op de been te brengen en stopte als gemeenteraadslid.
In april 2013 stapte hij over naar de N-VA. Voor die partij nam hij als lijstduwer deel aan de gemeenteraadsverkiezingen van 2018. Maar ook zijn nieuwe partij belandde in de oppositie.
Beroepshalve is hij advocaat.